# Gepunkteter Igelfisch

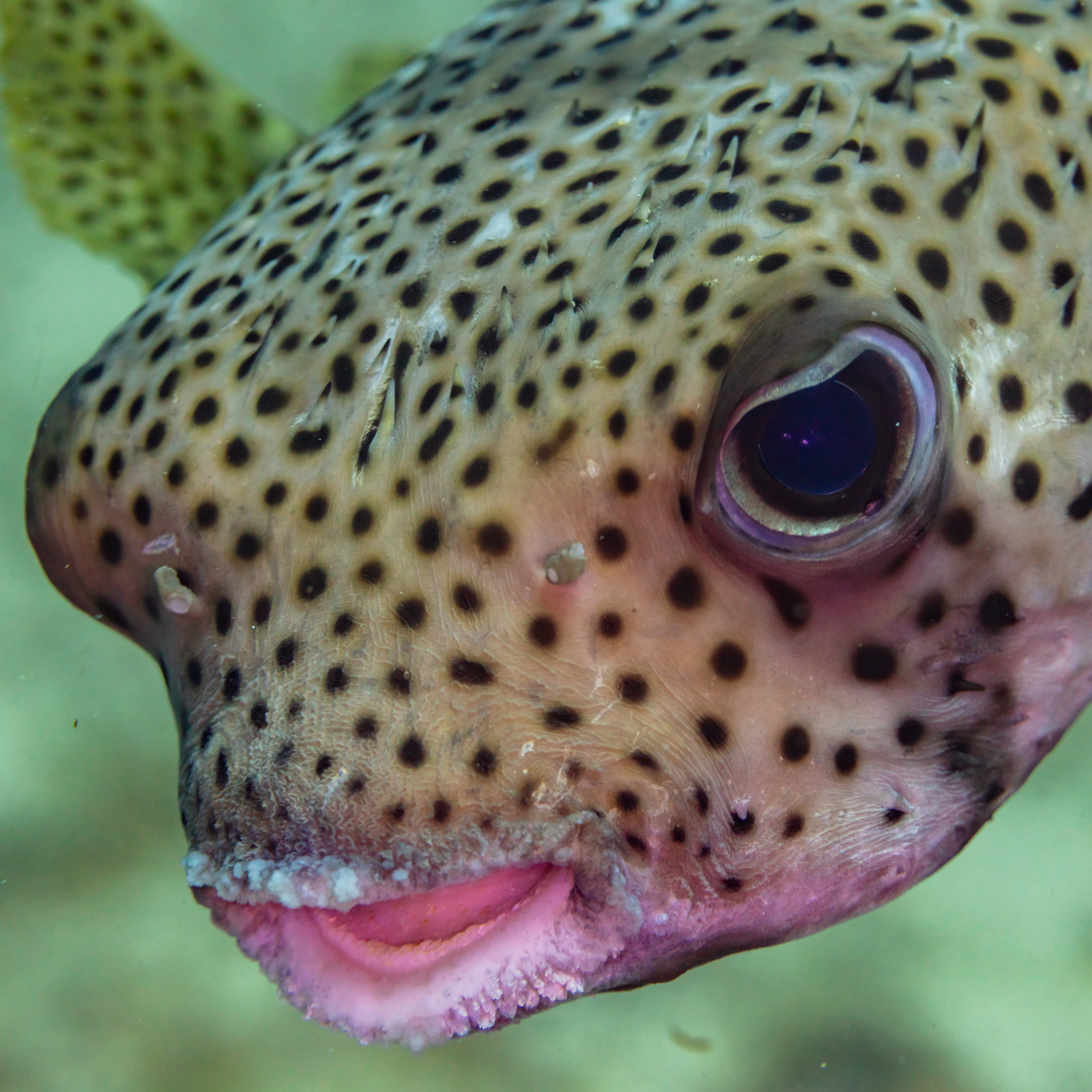
Detailsicht

Der Gepunktete oder Gewöhnliche Igelfisch (Diodon hystrix) kommt circumtropisch sowohl im Indopazifik als auch im tropischen und subtropischen Atlantik und im Mittelmeer vor. Im Indopazifik lebt er von Südafrika, Madagaskar, Mauritius und Réunion bis Japan, Hawaii, Kalifornien, der Lord-Howe-Insel und der Osterinsel. Im Westatlantik reicht sein Verbreitungsgebiet von der Küste Massachusetts über den nördlichen Golf von Mexiko, die Bermudas bis nach Brasilien. Er fehlt allerdings bei den Bahamas und in weiten Teilen der Karibik. Im östlichen Atlantik findet man ihn zwischen 30 Grad nördlicher Breite und 23 Grad südlicher Breite. Außerdem findet man ihn im Roten Meer. Durch den Bau des Suezkanals ist der Gepunktete Igelfisch inzwischen auch im südöstlichen Mittelmeer heimisch geworden.

## Lebensweise
Die Fische leben immer küstennah, etwa in Lagunen und Außenriffen, in Tiefen von einem bis zu 50 Metern. Jungfische sind pelagisch, erst ab einer Länge von zwanzig Zentimetern gehen sie zum benthischen Leben der Alttiere über.
Gepunktete Igelfische sind einzelgängerisch und nachtaktiv. Tagsüber halten sie sich in Höhlen und Spalten versteckt oder ruhen im freien Wasser hoch über dem Bodengrund. Sie ernähren sich von hartschaligen, wirbellosen Tieren, wie Schnecken, Muscheln, Seeigeln, Krabben und Einsiedlerkrebsen.

## Merkmale
Gepunktete Igelfische sind die größten Vertreter ihrer Familie und werden fast einen Meter lang. Der Körper ist grau, bräunlich marmoriert und, ebenso wie die Flossen, mit vielen schwarzen Punkten gemustert. Ihre langen scharfen Stacheln tragen sie für gewöhnlich nach rückwärts umgelegt. Erst wenn sie sich aufblasen, richten sich die Stacheln auf. Auch der Schwanzflossenstiel ist bestachelt. Die Zähne im Ober- und Unterkiefer sind ohne sichtbaren Übergang zusammengewachsen (verschmolzen) (diodon „Zweizahn“, hystrix „Stachelschwein“). Sie schwimmen teils mittels Rückstoßes des Atemwassers (Kiemenöffnung eng), teils durch Undulationen der breitbasigen Pectoral-Flossen.
Flossenformel: Dorsale 14–17, Anale 14–16, Pectorale 16.